# Hammada leptoclada
Hammada leptoclada är en amarantväxtart som först beskrevs av Mikhail Grigoríevič Popov och Modest Mikhaĭlovich Iljin, och fick sitt nu gällande namn av Modest Mikhaĭlovich Iljin. Hammada leptoclada ingår i släktet Hammada och familjen amarantväxter. Inga underarter finns listade i Catalogue of Life.